# Frisiavonen

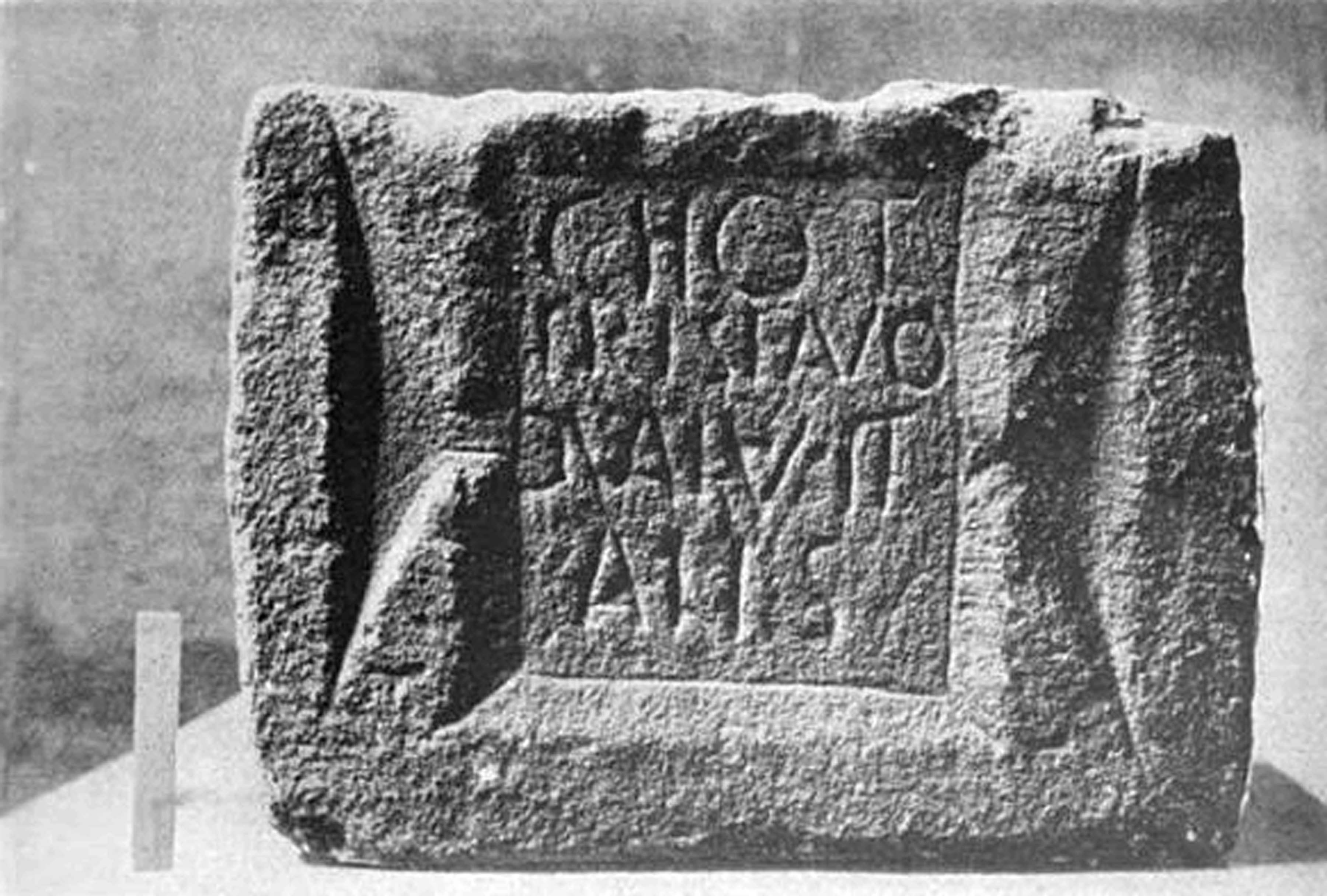
„Cohortis Primae Frisavonum Centurio Valerius Vitalis“ Inschrift aus dem Kastell Melandra, Derbyshire.

Die Frisiavonen (lateinisch Frisiavones, Frisaves) waren ein germanischer Stamm, der im Rheindelta im Gebiet der heutigen niederländischen Provinzen Zeeland, Nordbrabant und Südholland zur römischen Kaiserzeit siedelte. Aufgrund des Namens werden sie den Frisii als ein Teil oder eine Gruppe dieser zugeordnet.

## Name
Der bei Plinius dem Älteren (Naturalis historia 4, 101, 106) zuerst bezeugte Name in der Form Frisiavones mit n-Stamm (Variante Frisaevones), ist die mit Hilfe der germanischen schwachen Deklination gebildete Variante von Frisiavi diese gehört mit der suffixalen Erweiterung -avo- zum Namen der Frisii mit der Bedeutung „die zu den Friesen Gehörenden, von den Friesen abstammenden“. Das Suffix -avo- ist in keltischen Ethnonymen häufiger belegt (wie bei Segus-i-avi), sodass in Frisiavones wahrscheinlich eine hybride Fremdbenennung durch die keltischen Nachbarn vorliegt. Des Weiteren schließt Günter Neumann aus dem Beleg des Matronenbeinamen der „matribus Frisavis paternis“, dass das Ethnonym auch als ō-Stamm in der Form *Fris(i)avi präsent war. Alexander Sitzmann und Friedrich E. Grünzweig werten diesen einzigen Beleg für einen ō-Stamm kritischer und betonen die darin liegenden Unsicherheiten und Überanstrengung. Grundsätzlich weisen sie darauf hin, dass das Suffix -avo- so weit verbreitet ist, dass es möglich indogermanischen Ursprungs ist, und keinesfalls ein Beleg für keltisch oder germanisch sei, noch eine Fremdbenennung vorliegt. Des Weiteren weisen sie hin, das entgegen -avo- in Frisi-avon-es das Suffix -avon- und ein -n präsent sei und daher von diesem getrennt zu behandeln ist. Sie konstruieren bei allen Unsicherheiten eine germanische Form *Frīsjawōniz.

## Geschichte
Die Frisiavonen beschreibt Plinius (Naturalis historia 4, 101, 106) als ein Volk der niederrheinischen Germanen, das auf einer insula Frisiavones zwischen Waal und Vlie siedelte vermutlich um das heutige Colijnsplaat als Zentralort einer Civitas. In einer Inschrift aus Bulla Regia werden die Frisiavonen in die Nachbarschaft (Regione) der Bataver und Tungerer gestellt. Diskussionsgegenstand in der Forschung zur Lokalisierung ist, ob die Frisiavonen bei Plinius mit den „Frisii minores“, die Tacitus (Germania Kap. 34, 1) nennt, identisch sind, da insbesondere die Angaben von Plinius inkoherent wirken. Möglicherweise wurden die Frisiavonen in spätausgustäischer Zeit, beziehungsweise unter Tiberius als Gruppe linksrheinisch angesiedelt.
Die Frisiavonen werden nicht zu den Germani cisrhenani, den Linksrheinischen Germanen, gezählt. Historisch fassbar sind sie durch etliche inschriftliche Belege. Diese stammen mehrheitlich aus dem Kontext auxiliarer Militärangehöriger wie beispielsweise die Erwähnung des Ethnonyms im Beleg der Cohors I Frisiavonum (siehe Bild). Die Frisii und mithin die Frisiavonen gelangten seit dem Drusischen Feldzug 12 v. Chr. zum Zweck der Ausbreitung des Einflussbereichs des Imperiums bis an die Elbmündung unter römische Abhängigkeit. In der Folge stellten die Frisiavonen, wie andere Stämme in Niedergermanien (unter anderen Bataver und Tungerer), nach der Civilis-Revolte (Bataveraufstand 69 n. Chr.) bis in die Spätantike militärische Kontingente bereit. Als kleinerer ethnischer Verbund waren sie eine Klientelgruppe der bedeutend größeren Stämme. In dieser Hinsicht wird der inschriftliche Name in späterer Zeit ein militärischer Traditionsname als das diese Einheiten noch relevant aus Frisiavonen gebildet waren.

## Kultur und Religion
Kulturelle und religiöse Zeugnisse der Frisiavonen, beziehungsweise in dem zugeordneten Siedlungsgebiet sind die zahlreichen Votivsteine für die Göttin Nehalennia. Die Inschriften der multinationalen Stifter zeugen von einer vielschichtigen, kulturell-ethnisch heterogenen germanisch-keltischen und romanisierten Gesellschaft. Der Hauptfundort der Weihesteine bei Colijnsplaat  – das inschriftlich belegte Ganuenta – zeigt neben einem religiösen Zentrum der Frisiavonen auch die Bedeutung als Hauptgottheit und Schutzgottheit der Civitas.